# 萬那杜明仁鰕虎魚
萬那杜明仁鰕虎魚（學名：Akihito vanuatu），為背眼鰕虎科明仁鰕虎屬的其中一種，分布於大洋洲萬那杜，為特有種，體長可達4.3（1.7英寸），棲息岩石底部迅速清澈的溪流，以水生昆蟲和甲殼類等為食。

## 外部連結
- 萬那杜明仁鰕虎魚的圖片 （页面存档备份，存于）